# Ceahlău (Neamț)
Ceahlău ist eine Gemeinde im Kreis Neamț in Rumänien. Sie besteht aus den drei Dörfern Bistricioara, Ceahlău und Pârâul Mare.

## Geografie

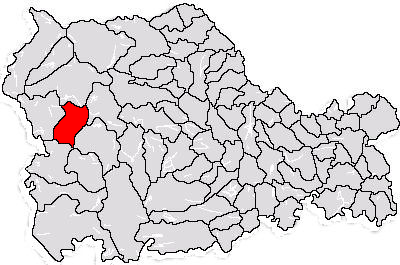
Die Gemeinde Ceahlău im Kreis Neamț

Ceahlău liegt am Rande des Ceahlău-Massivs in den Ostkarpaten. Das Dorf selbst erstreckt sich entlang des Einsiedlerbaches (Râul Schitu) und umfasst einen kleinen Teil auf der nordwestlichen Seite des Flusses entlang des Stausee Izvorul Muntelui auch Bicaz-See genannt.

### Dorf Ceahlău
Das Dorf Ceahlău ist der Sitz der lokalen Verwaltung für die größere gleichnamige Gemeinde mit etwa 1.500 Einwohnern, die größtenteils entlang des Râul Schit (benannt nach der ursprünglichen Einsiedelei in Durău flussaufwärts) leben, der durch das Dorfzentrum fließt. Die Siedlung hier hieß ursprünglich satul Schit („Dorf der Einsiedelei“).

### Bistricioara
Das nahe gelegene Dorf Bistricioara liegt an der Hauptstraße, der Nationalstraße DN15, wo sie sich mit der Kreisstraße (Drum Județean) DJ155F kreuzt, die entlang des Sees, durch Ceahlău und dann hinauf zum Kurort Durău führt. Bistricioara mit seinen etwa 800 Einwohnern liegt im Schwemmland des gleichnamigen Flusses, kurz vor dessen Mündung in den Bicaz-See.

### Pârâul Mare
Pârâul Mare ist eine neuere Siedlung an den Ufern des Sees (der in den 1950er Jahren durch Aufstauen des Flusses für ein Wasserkraftwerk künstlich geschaffen wurde). 

## Geschichte
Ende des 19. Jahrhunderts war die Gemeinde Teil der Gemeinde Hangu im Kreis Piatra-Muntele des Komitats Neamt, einer Gemeinde, die aus den Dörfern Gura Hangului, Hârțigi, Durău, Răpciune, Schitu, Lețești, Izvoru Alb, Boboteni, Audea, Ciurubucu und Strâmtura bestand. Die Gemeinde Ceahlău wurde 1931 durch die Abtrennung der Dörfer Letești, Răpciuni und Schit von der Gemeinde Hangu gebildet.
Im Jahr 1950 wurde die Gemeinde Ceahlău dem Kreis Piatra Neamț und später dem Kreis Târgu Neamț, beide in der Region Bacău, angegliedert. Nach den Arbeiten am Bicaz-Staudamm entstand 1960 das Dorf Pârâu Mare und die Dörfer Lețești und Răpciuni wurden aufgelöst, wobei der Sitz der Gemeinde von Răpciuni nach Schitu verlegt wurde. 1964 erhielt das Dorf Schitu den Namen Ceahlău. 1968 kehrte die Gemeinde in den Kreis Neamț zurück. Die Gemeinde wurde dann in Ceahlău umbenannt.

## Sehenswertes
Neben einer Kirche in Bistricoara verfügt das Dorf Ceahlău über eine größere Holzkirche aus dem 19. Jahrhundert, deren Türme denen von Curtea de Argeș ähneln. Im Dorf Ceahlău gibt es Pensionen und ein Hotel am Bicaz-See. Neben einem kleinen Gemischtwarenladen bietet das Dorf auch ein ethnografisches Museum und die Überreste einer fürstlichen Burg hinter dem Museum.
Die Gemeinde ist auch Ausgangspunkt zu den Gipfeln Toaca (1904 m) und Ocolașul Mare (1907 m; ⊙) des Ceahlău-Massivs.

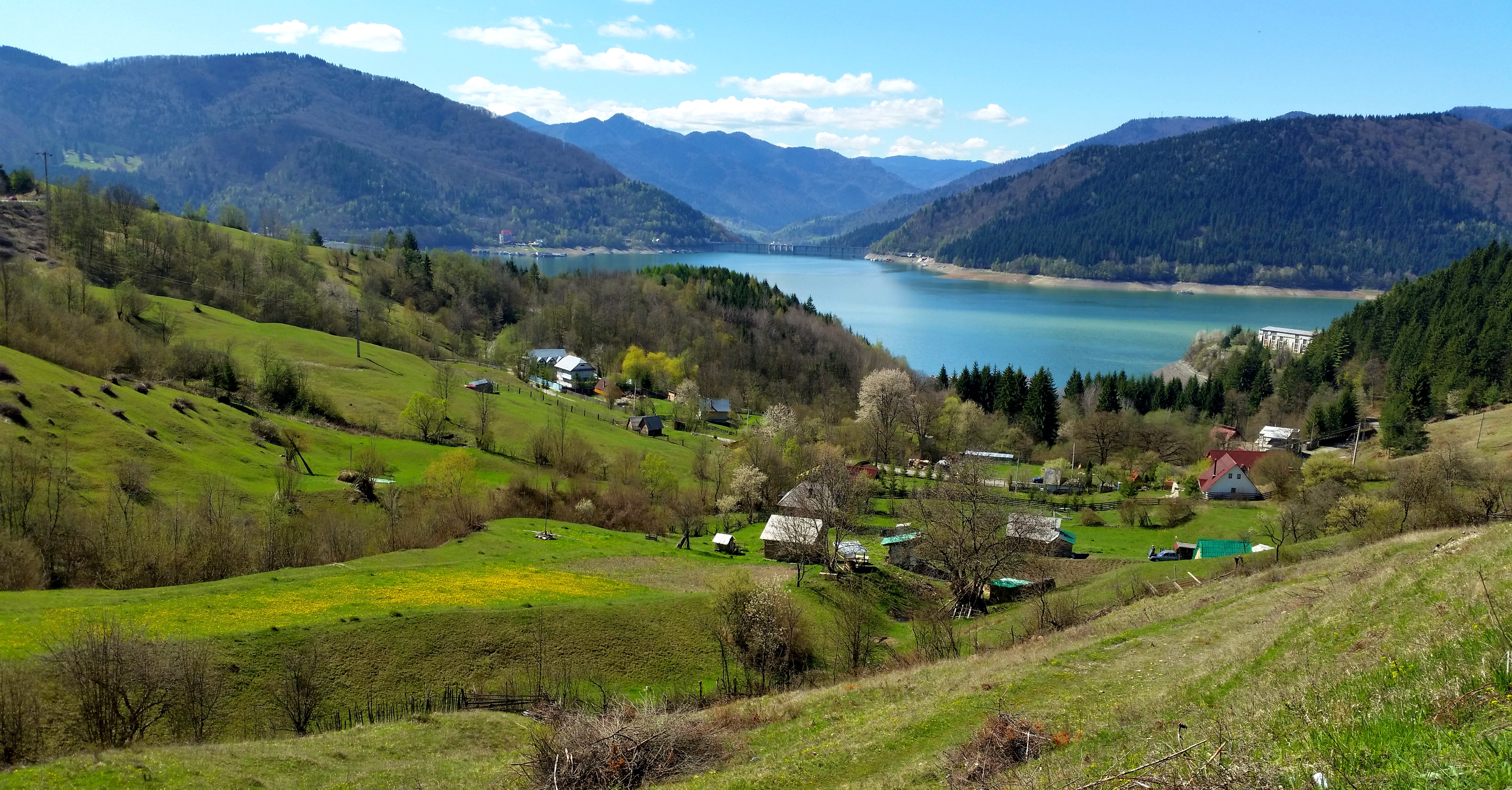
Blick auf den Bicaz-Staudamm
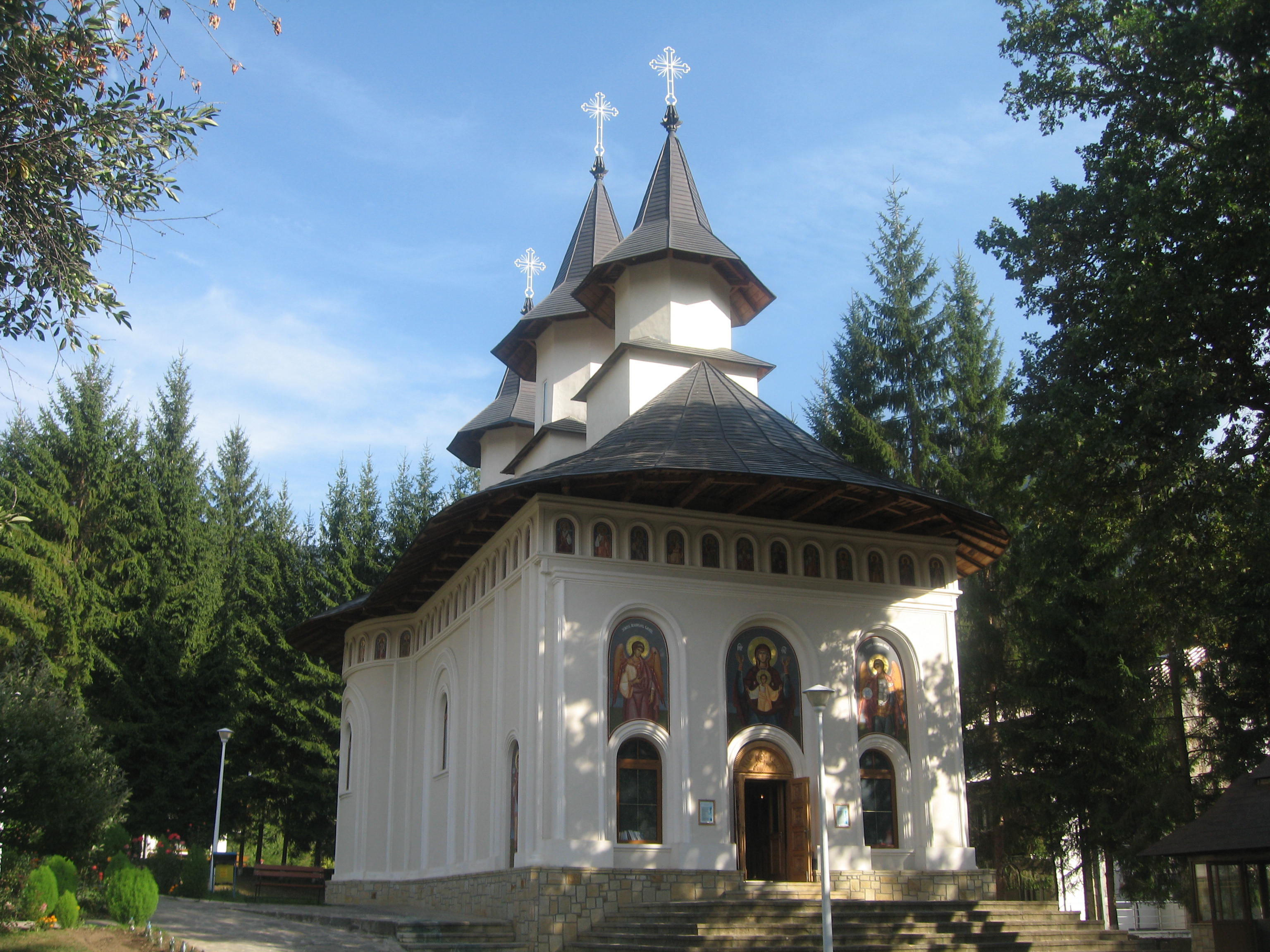
Kirche des Klosters Durău
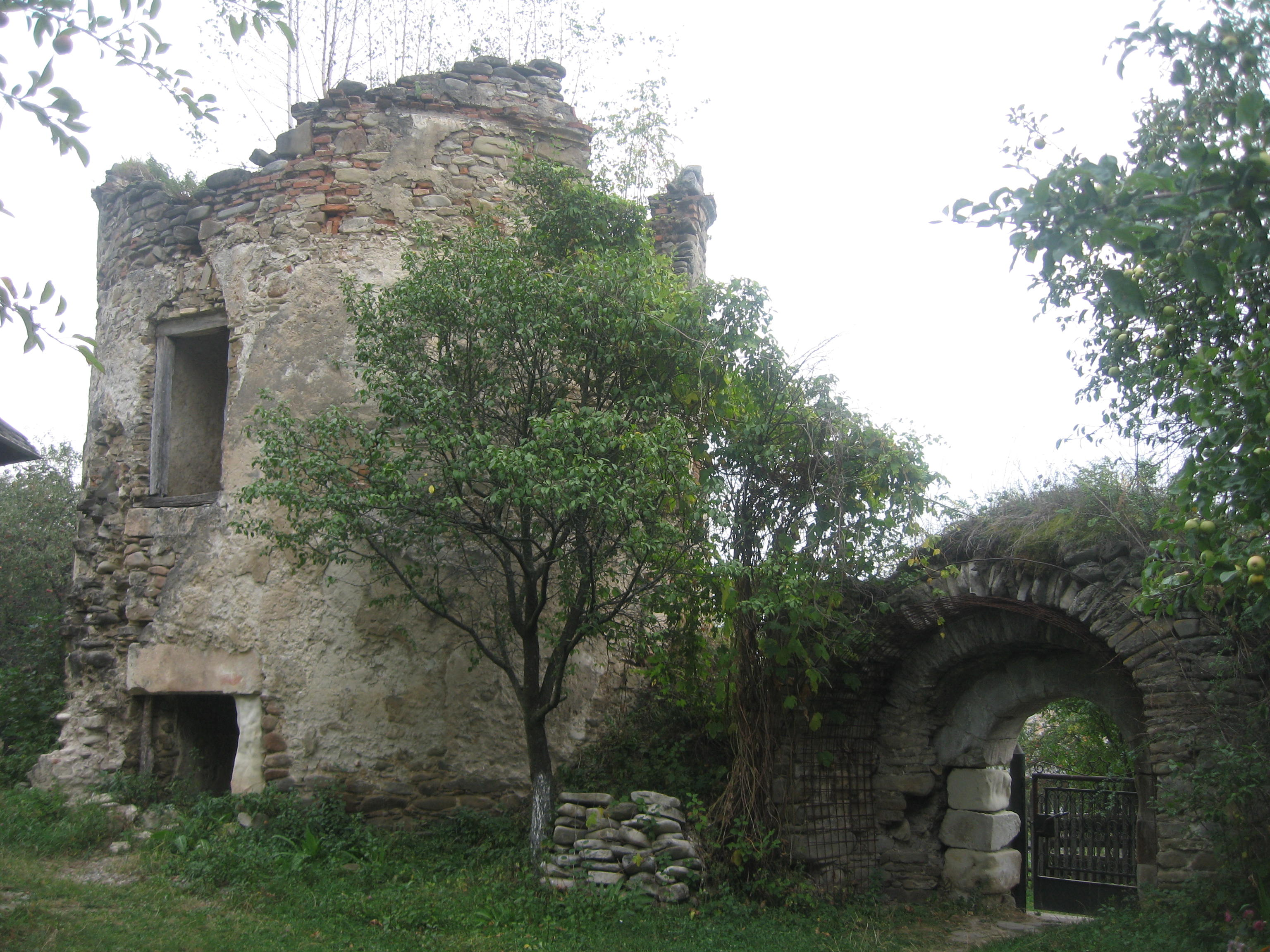
Ruine der Palatul Cnejilor
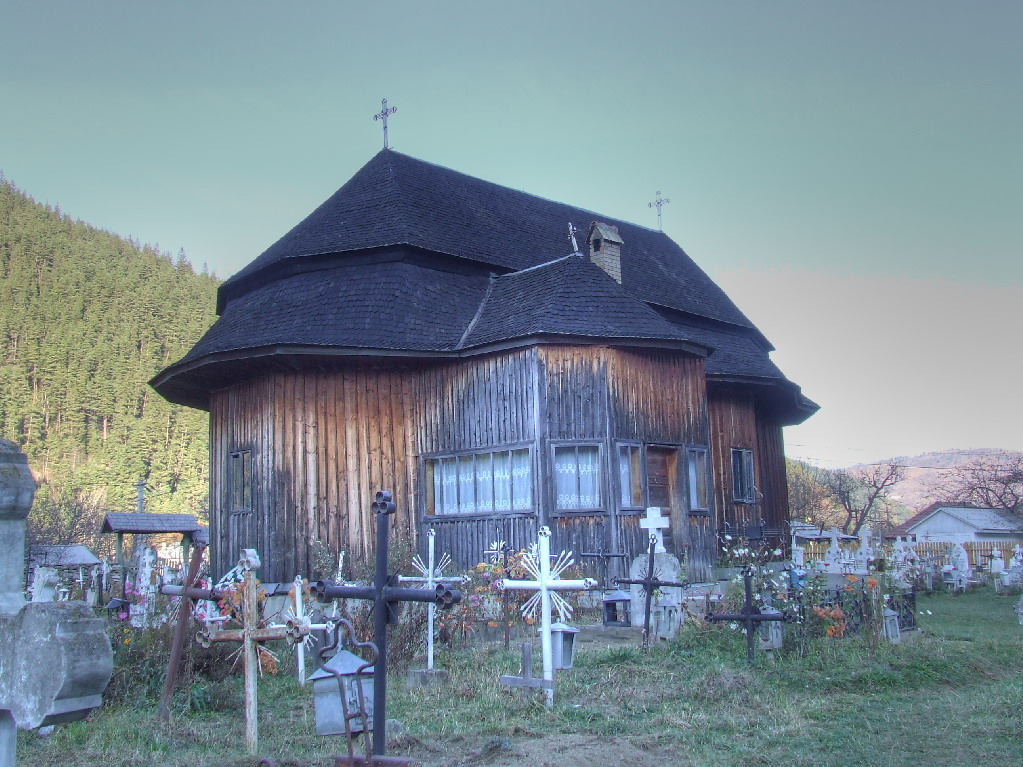
Holzkirche in Bistricioara
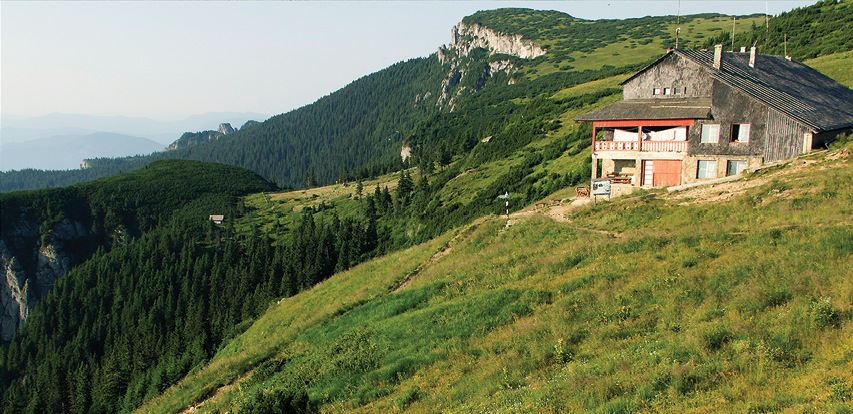
Blick auf den Gipfel Ocolașul Mare